# Uznach
Uznach est une commune suisse du canton de Saint-Gall, située dans la circonscription électorale de See-Gaster.

## Géographie

Photo aérienne prise à 400 m par Walter Mittelholzer (1919)

Uznach se trouve au bord de la Linth non loin du lac de Zurich.

## Historique
Uznach est mentionné en l'an 742, comme village appartenant au seigneur Uzzo, d'origine alamane. Le village fait partie d'un don à l'abbaye de Saint-Gall en 744 (villa Uzzinriuda). Au XIIe siècle, Uznach et ses terres sont la propriété de la Maison de Toggenburg.
La localité demeure catholique à l'époque de la Réforme protestante au XVIe siècle.
Les 18 et 19 août 1762, Uznach est détruite par un incendie.
Le 30 vendémiaire an VIII (22 octobre 1799) est le jour de la bataille ou combat d'Uznach où se distinguent la 36e demi-brigade de deuxième formation et la 94e demi-brigade de deuxième formation sous le commandement de Jean-Pierre Dellard ainsi que la 25e demi-brigade légère de deuxième formation.

## Population et religion
Selon le recensement de l'an 2000, les habitants d'Uznach sont au nombre de 3 691 catholiques (68,7 %) et 695 réformés (12,9 %), en outre 279 (5,20 %) sont musulmans, 185 sont orthodoxes (3,45 %), 84 appartiennent au christianisme sans donner de précision (1,56 %), 80 appartiennent à d'autres confessions chrétiennes (1,49 %) et 2 se disent proches des catholiques (0,04 %). De plus 190 habitants se déclarent n'appartenir à aucune religion (3,54 %) et 163 (3,04 %) refusent de répondre à la question de leur appartenance religieuse.
Il y avait 5 911 habitants en 2011.

## Abbaye de Saint Otmarsberg
L'abbaye bénédictine St. Otmarsberg se trouve sur les hauteurs de la ville. Elle appartient à la congrégation des bénédictins missionnaires de Sainte-Odile, congrégation fondée en Allemagne par le P. Andreas Amrhein à la fin du XIXe siècle. L'abbaye St. Otmarsberg a commencé ici ses activités en 1919 en tant que prieuré missionnaire. Les bâtiments actuels, situés juste à côté de l'implantation d'origine, datent de 1962-1963. Le prieuré a été élevé au statut d'abbaye en 1982. L'église actuelle de style résolument moderne a été construite en 1987-1988. L'abbaye abrite une vingtaine de moines, dont deux sont en mission au Kazakhstan à Ozernoïe.